# San Cristóbal (província)
San Cristóbal és una província al sud de la República Dominicana, ubicada a l'oest de la capital Santo Domingo. Fou inicialment anomenada Trujillo després de l'arribada del dictador Rafael Leónidas Trujillo, agafant el seu nom actual després del seu assassinat el 1961. Va incloure la actual província de Monte Plata fins al 1992. La capital provincial és San Cristóbal.
La província des del 20 de juny de 2006 està dividida en els següents municipis i districtes municipals (D.M.):
- Bajos de Haina, districtes municipals: El Carril
- San Cristóbal
- Cambita Garabitos, districtes municipals:Cambita El Pueblecito (D.M.)
- Los Cacaos
- Sabana Grande de Palenque, districtes municipals: Hato Damas (D.M.)
- San Gregorio de Nigua
- Yaguate
- Vil·la Altagracia, districtes municipals: La Cuchilla (D.M.), Medina (D.M., San José del Puerto (D.M.)

Llista de municipis amb població segons el cens de 2012:
| Nom                       | Població total | Població urbana | Població rural |
| ------------------------- | -------------- | --------------- | -------------- |
| Bajos de Haina            | 158.985        | 79.856          | 79.129         |
| Cambita Garabitos         | 42.589         | 18.659          | 23.930         |
| Los Cacaos                | 49.858         | 9.652           | 40.206         |
| Sabana Grande de Palenque | 30.247         | 12.589          | 17.658         |
| San Cristóbal             | 275.232        | 178.574         | 96.658         |
| San Gregorio de Nigua     | 40.589         | 20.154          | 20.435         |
| San Gregorio de Yaguate   | 92.586         | 46.058          | 46.528         |
| Vil·la Altagracia         | 169.655        | 78.623          | 91.032         |
| San Cristóbal província   | 859.741        | 444.165         | 415.576        |